# Antonieta de Barros
Antonieta de Barros (Florianópolis, 11 de juliol de 1901—Florianópolis, 28 de març de 1952) va ser una periodista, professora i política brasilera. Fou la primera dona negra brasilera a assumir un mandat popular, pionera del moviment negre, malgrat l'ocultació que s'ha fet de la seua història, que es reprén a poc a poc.
Amb la seua tasca al parlament, la premsa i la docència, fou una activa defensora de l'emancipació de les dones, d'una educació de qualitat per a tots i pel reconeixement de la cultura negra, en especial al sud de Brasil.

## Vida personal
Nosaltres no tenim aqueixa modalitat de comportament. Som lleials. Lleials i agraïdes. Sempre fórem. I és una característica dels negres. Férem del Magisteri el nostre camí, i actuàrem sempre respectant la professora que no morí en nosaltres, encara, gràcies a Déu. Com, doncs, hi hauria intriga? Comprenem que la delicada sensibilitat del noble diputat haja sofert davant d'aquella frase. Sa Excel·lència, per a alegria dels aris –malgrat tenir diploma de periodista – no milita en l'ensenyament públic. Diem alegria perquè Sa Excel·lència, manca d'una de les qualitats de professor: no diferenciar ètnies, ni castes, ni classes...  
Antonieta naix l'11 de juliol de 1901. Era filla de la bugadera Catarina de Barros (o, segons alguns registres, Catharina do Nascimento Waltrich, exesclava de Lourenço Waltrich, un propietari de terres i esclaus: l'abolició havia estat promulgada només 13 anys abans del naixement d'Antonieta) i del jardiner Rodolfo José de Barros. Tenia, almenys, tres germans: Maria do Nascimento, Cristalino José de Barros i Leonor de Barros. El seu pare va morir aviat, i sa mare treballava a casa del polític Vidal Ramos, pare de Nereu Ramos, que arribaria a vicepresident del Senat i l'únic catarinense a assumir la presidència de la República. La mediació dels Ramos l'ajudaria en la futura carrera política. A més, Catarina transformà sa casa en una pensió d'estudiants, i la convivència amb aquests incentivà Antonieta i la seua germana Leonor a alfabetitzar-se.
Era una dona seriosa, compromesa i assertiva, i també enèrgica i humana, respectada i admirada pel seu esperit de justícia. Mai es va casar. Malgrat la seua religiositat, predicava l'emancipació de les dones, sobretot amb l'educació. També va patir el racisme: en un episodi del 1951, l'historiador Oswaldo Rodrigues Cabral va qualificar les seues idees polítiques i educacionals d'“intriga barata de senzala”. Ella va reaccionar-hi, assumint la seua condició de dona i educadora negra, i hi respongué en una crònica en el diari L'Estat.

## Educació
Antonieta cursà l'ensenyament bàsic en l'Escola Lauro Müller. Als 17 anys, comença els estudis en l'Escola Normal Catarinense, i conclou al 1921. L'any següent, crea el Curs Particular Antonieta de Barros a ca seua, per a l'alfabetització de la població necessitada, que mantingué durant tota la vida. Pretenia seguir en l'ensenyament superior, però llavors el curs de dret era prohibit a les dones.
Després, es fa professora de l'Escola Complementària, que funcionava junt a l'Escola Lauro Müller; passar pel Col·legi Cor de Jesús i també per l'Escola Normal Catarinense entre 1933 i 1951, de què fou directora entre 1944 a 1951, període en què l'escola es reanomena Col·legi Estatal Dias Velho. Ella en fou expulsada de la direcció per motius polítics al 1951.

## Periodisme i literatura
L'ànima femenina s'ha deixat estanyar, milers d'anys, en una inèrcia criminal. Enclaustrada per prejudicis odiosos, destinada a una ignorància sense igual, resignant-se santament, càndidament, al déu Destí i a la seua congènere Fatalitat, la dona ha estat, de veritat, la més sacrificada meitat del gènere humà. Tutelada tradicional, irresponsable dels seus actes, nina-bibelot de tots els temps.
A més a més de professora, fou periodista i escriptora, destacà pel coratge d'expressar les seues idees dintre d'un context històric que no permetia a les dones la lliure expressió.
Antonieta participà activament de la vida cultural de l'estat. Funda i dirigeix el diari La Setmana entre els anys 1922 i 1927. En aquest període, amb les seues cròniques, vehiculava les seues idees, sobretot les relacionades amb l'educació, les injustícies polítiques, la condició femenina i els prejudicis.
Va dirigir també la revista quinzenal Vida Ilhoa, el 1930, i escrivia articles per a diaris locals. Amb el pseudònim de Maria da Ilha, va escriure el 1937 el llibre Farrapos d'Ideias. Per aquest Antonieta entra en els camins de la política. Intercanviava correspondència amb la Federació Brasilera per al Progrés Femení i la seua fundadora, Bertha Lutz. Va formar part del Consell Deliberatiu de l'Associació Catarinense de Premsa, a partir del 1938.
Segons Luciana Fontão, la literatura d'Antonieta "presenta texts amb característiques temàtiques que incideixen en la crítica social, tendint al proselitisme provincià de caràcter urbà, marcat per un llenguatge amb forta càrrega didàctica i religiosa, del culte als valors humanístics i cristians. Ella representa la resistència de l'escriptura femenina i la presència de la dona escriptora en la literatura produïda a l'illa de Santa Catarina”.

## Política
El 1934, s'esdevé la primera elecció en què les dones poden votar i ser votades per a l'Executiu i Legislatiu de Brasil.
Antonieta es presenta per a una vacant de diputada estatal a l'Assemblea Legislativa catarinense afiliada al Partit Liberal Catarinense (PLC), i se'n fa suplent. Com que Leônidas Coelho de Souza no va prendre possessió per haver estat nomenat alcalde de Caçador, Antonieta assumeix el mandat en la 1a legislatura (1935 — 1937). És la primera diputada estatal dona i negra de Brasil i una pionera en el combat contra la discriminació dels negres i les dones. També va ser una de les tres primeres dones electes de Brasil: Alzira Soriano havia estat elegida alcaldessa set anys abans i Carlota Pereira de Queirós fou diputada federal el mateix any que Antonieta.
El 1935 fou responsable d'Educació i Cultura i Funcionalisme. El 19 de juliol de 1937, Antonieta presideix la Sessió de l'Assemblea Legislativa i és la primera dona a assumir la presidència d'una assemblea a Brasil. El seu mandat acaba amb l'inici de l'Estado Novo, dictadura que tanca els parlaments de tot l'estat.
En retornar la democràcia, és diputada estatal en la 1a legislatura (1947 — 1951), com a suplent convocada, afiliada al Partit Social Democràtic (PSD). N'assumeix el mandat el juny de 1948, quan José Boabaid el deixa, i de nou és l'única dona del parlament catarinense. En aquesta legislatura, continua la defensa de l'educació, suggerint la concessió de beques de cursos superiors per a alumnes pobres i concursos per a la docència.
Antonieta de Barros és autora de la llei estatal núm. 145, de 12 d'octubre de 1948, que instituí el dia del mestre i festa escolar a l'estat de Santa Catarina. Aquesta data, 15 d'octubre, es refereix a la promulgació de la primera gran llei educacional de Brasil, sancionada per Pere I, el 15 d'octubre de 1827. Més tard, l'octubre de 1963, la data seria oficialitzada a l'estat pel president de la República João Goulart.

## Mort
Antonieta va morir precoçment el 28 de març de 1952, als 50 anys d'edat, per complicacions diabètiques. Està sepultada al Cementeri Sâo Francisco de Assis, a Florianópolis. El curs particular Antonieta de Barros continuà les activitats fins al 1964.

## Llegat i homenatges
Antonieta fins al 2012 fou l'única persona negra que assumí un mandat en el parlament de Santa Catarina. Segons l'exsenadora Ideli Salvatti, Antonieta fou ocultada històricament: l'Assemblea Legislativa de Santa Catarina no tenia fotos d'ella fins que Ideli inicià una investigació durant seu propi mandat a la fi dels anys 1990. En l'actualitat, l'Assemblea homenatja Antonieta posant el seu nom al Programa Antonieta de Barros, que inverteix en la formació de joves aprenents de comunitats pobres, i a l'Auditori Diputada Antonieta de Barros, dins el Palau Barriga Verde, seu del parlament, a més d'haver-ne col·locat la foto a la galeria de diputats. Antonieta és considerada una inspiració per al moviment negre i la seua història es va difonent fora de Florianópolis.
També dona nom a l'Associació de Dones Negres Antonieta de Barros i a un guardó de la Cambra Municipal de Florianópolis, la Medalla Antonieta de Barros, concedida anualment a dones rellevants en defensa dels drets de les dones. Un Premi Antonieta de Barros per a Joves Comunicadors i Comunicadores Negres el creà la Secretaria d'Igualtat Social del Govern Federal el 2016. El nom d'Antonieta de Barros també apareix a Florianópolis, com ara al túnel da Via Expressa Sud i en un carrer del barri Canto, a més de l'Escola Antonieta de Barros, al Centre de Florianópolis, l'edifici del qual en la seua època era el Col·legi Estatal Dias Velho, en què Antonieta va treballar. Al costat de l'escola hi ha el Museu de l'Escola Catarinense, institució connectada amb la Universitat de l'Estat de Santa Catarina (UDESC) que hui administra els dos edificis de l'antic Col·legi Estatal Dias Velho. Allà, la sala de direcció ocupada per Antonieta s'ha restaurat com era en la seua època i s'anomena Sala Antonieta de Barros. Al centre, un mural de 32 m d'altura en un edifici es feu en homenatge a Antonieta al carrer Tinent Silveira el 2019.
El 2015, es realitzà el documental Antonieta. Algunes sèries li han dedicat algun episodi: en Petits Grans Talents, sèrie exhibida en la NSC TELE el 2019, Ana Letícia da Silva Brochado i Joana Felício interpreten a Antonieta xiqueta i adulta, respectivament. En la sèrie Canal da História, del Canal Futura, Alexandra Ucanda interpreta Antonieta. També va ser tema del llibre infantil de 2019 Antonieta, d'Eliane Debus, i del samba-enredo de 2020 de la GRES Consulado, Lute como Antonieta.
En virtut de la Llei Federal núm. 14.518, de 2023, el Congrés Nacional del Brasil va decretar la inscripció de Barros en el Llibre dels Herois i Heroïnes de la Pàtria, un memorial cenotàfic situat dintre del Panteó de la Pàtria i de la Llibertat Tancredo Neves de Brasília, creat per honorar la memòria de les persones que millor van servir en la construcció i defensa del país.